# Плейсър
Плейсър (на английски: Placer) е окръг в Калифорния, САЩ. Окръжният му център е град Обърн. Окръг Плейсър се намира в Централната калифорнийска долина.

## География
Плейсър е с обща площ от 3892 кв.км. (1503 кв.мили).

## Население
Окръг Плейсър е с население от 248 399 души.(2000)

## Градове
- Колфакс
- Линкълн
- Обърн
- Роклин
- Роузвил

## Други населени места
- Кингс Бийч
- Медоу Виста
- Северен Обърн
- Сънисайд-Тахо Сити
- Тахо Виста
- Форест Хил